# 1864 (TV-serie)
1864 är en dansk TV-serie i åtta avsnitt i regi av Ole Bornedal. Den handlar om Danmarks nederlag i dansk-tyska kriget 1864.
Med en budget på 173 miljoner danska kronor är det Danmarks dyraste TV-produktion någonsin. Produktionen skedde i samarbete med bolag i Sverige, Norge och Tyskland. Inspelningen började 8 april 2013 och varade runt 100 dagar, med inspelning på Fyn och i Tjeckien. Runt 6000 statister användes. Serien hade premiär 12 oktober 2014. I Sverige hade den premiär i TV4 den 25 juni 2015.

## Rollista i urval
- Pilou Asbæk - Didrich
- Sarah-Sofie Boussnina - Claudia Henriksen
- Bent Mejding - Severin
- Marie Tourell Søderberg - Inge Juel
- Jens Sætter-Lassen - Peter Jensen
- Jakob Oftebro - Laust Jensen
- Nicolas Bro - Ditlev Gothard Monrad
- Søren Pilmark - överste E. A. Lundbye
- Eva Josefíková - Sofia
- Esben Dalgaard Andersen - Erasmus
- Søren Malling - Johan
- Sidse Babett Knudsen - Johanne Luise Heiberg
- Carl-Christian Riestra - Einar
- Rainer Bock - Otto von Bismarck
- Ludwig Trepte - Heinz
- Waage Sandø - Baronen
- Sarah Boberg - Karen
- Lars Mikkelsen - Thøger Jensen
- Johannes Lassen - Wilhelm Dinesen